# 20世紀の幽霊たち
『20世紀の幽霊たち』（20せいきのゆうれいたち、20th Century Ghosts）は2005年に発表されたジョー・ヒルのデビュー短編小説集。作家のクリストファー・ゴールデンが序文を寄せている。邦訳は2008年に小学館文庫から安野玲、大森望、白石朗、玉木亨訳により出版された。2022年には『ブラック・フォン』に改題しハーパーBOOKSから出版された。
2006年にブラム・ストーカー賞、英国幻想文学大賞、国際ホラー作家協会賞のそれぞれ短編部門を受賞している。
2022年に『黒電話』が、スコット・デリクソン監督、イーサン・ホーク主演で『ブラック・フォン』として映画化された。

## 収録作品
- 謝辞 Acknowledgements 訳：白石朗
  - シェヘラザードのタイプライター Scheherazade's Typewriter
- 年間ホラー傑作選　Best New Horror 訳：白石朗
- 二十世紀の幽霊 20th Century Ghost 訳：白石朗
- ポップ・アート Pop Art 訳：大森望
- 蝗の歌をきくがよい You Will Hear the Locust Sing 訳：白石朗
- アブラハムの息子たち Abraham's Boys 訳：安野玲
- うちよりここのほうが Better Than Home 訳：安野玲
- 黒電話 The Black Phone 訳：玉木亨 - ハーパーBOOKS版では「ブラック・フォン」に改題。
- 挟殺 In the Rundown 訳：玉木亨
- マント The Cape 訳：白石朗
- 末期の吐息 Last Breath 訳：白石朗
- 死樹 Dead-Wood 訳：安野玲
- 寡婦の朝食 The Widow's Breakfast 訳：安野玲
- ボビー・コンロイ、死者の国より帰る Bobby Conroy Comes Back form the Dead 訳：白石朗
- おとうさんの仮面 My Father's Mask 訳：安野玲
- 自発的入院 Voluntary Committal 訳：白石朗
- 救われしもの The Saved 訳：玉木亨
- 黒電話［削除部分］ The Black Phone [deleted part] 訳：玉木亨 - ハーパーBOOKS版では「ブラック・フォン［削除部分］」に改題。
- 収録作品についてのノート Story Notes 訳：白石朗

## 原書
英語原書は2005年にイギリスのPSパブリッシング社より限定出版の形で発刊された。この出版には以下の3種類が存在した。
- ハードカバー、スリーブケース付属、ジョー・ヒル及びのクリストファー・ゴールデンのサイン入り、200部限定出版、ボーナス・マテリアルあり
- ハードカバー、ジョー・ヒルのサイン入り、500部限定出版
- ペーパーバック、1,000部限定出版

ボーナス・マテリアルとしては、短編『救われしもの』、『黒電話［削除部分］』、解説『収録作品についてのノート』の3篇が200部限定版にのみ収録されている。

その後、普及版としてアメリカのハーパーコリンズ社より、2007年にハードカバーも発売されている。普及版には新たに短編『ボビー・コンロイ、死者の国より帰る』が追加収録されているが、ボーナス・マテリアルは未収録である。
尚、邦訳版には上記のボーナス・マテリアル3篇と、普及版に追加の1篇もあわせて収録されている。